# Stemweder Open Air
Das Stemweder Open Air Festival ist eines der ältesten Umsonst-und-Draußen-Festivals in Deutschland, das seit 1976 jährlich in der ostwestfälischen Gemeinde Stemwede im Kreis Minden-Lübbecke stattfindet. Mit etwa insgesamt 14.000 Besuchern an beiden Tagen im Ilweder Wäldchen und auf den umgebenden Stoppelfeldern und Wiesen gilt das Festival als größte Veranstaltung dieser Art in der Region Ostwestfalen-Lippe und angrenzendem Niedersachsen.

## Organisation

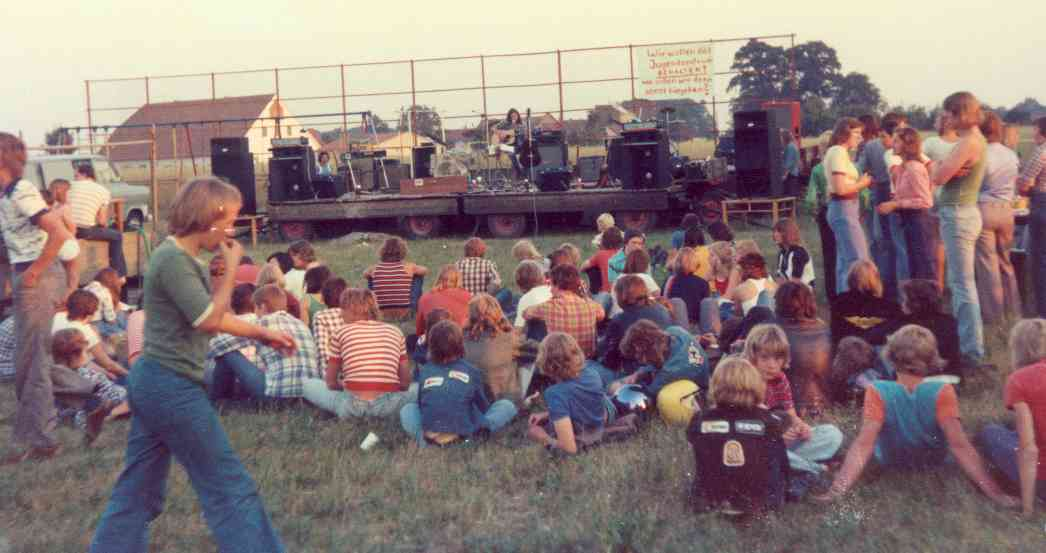
Bühne beim 1. Stemweder Open Air Festival

Veranstalter ist der örtliche Verein für Jugend, Freizeit und Kultur in Stemwede e.V. (JFK), der auch das Life House in Wehdem betreibt. Während sich etwa 50 ehrenamtliche Helfer während des gesamten Jahres mit der Organisation des Festivals beschäftigen, sind auf dem Festival selbst noch etwa 300 zusätzliche ehrenamtliche Helfer im Einsatz. Das Festival ist nicht kommerziell, und finanziert sich größtenteils über den Verkauf von Getränken. Sollten dabei Gewinne entstehen, die über die Kostendeckung des Festivals hinausgehen, fließen diese in die Kinder- und Jugendarbeit in Stemwede.

## Veranstaltungsort
Seit 1986 findet das Stemweder Open Air Festival jedes Jahr im Ilweder Wäldchen (Ortsteil Haldem) und den umliegenden Feldern und Wiesen statt. In den frühen Jahren wurde das Festival in anderen Ortsteilen der Gemeinde veranstaltet: 1976 und 1978–1981 am damaligen Jugendzentrum in Oppendorf, 1982 und 1983 am Freudeneck in Westrup, 1984 und 1985 am Waldfrieden in Wehdem. Die Geländewechsel waren in der Regel aufgrund von steigenden Pachtkosten oder der wachsenden Besucherzahl notwendig.

## Bühnenprogramm
Das Festival bietet auf drei Bühnen ein musikalisches Programm an, das sich größtenteils der Genres Rock, Ska, Alternative und Punk bedient. Auf der Waldbühne finden überregionale und internationale Acts statt. Seit 2003 bietet die Wiesenbühne, die bis 2006 NuStage hieß, eine Plattform für regionale Bands. Seit 2012 gibt es außerdem eine kleine, dritte Bühne: Das sogenannte Sonnensystem. Hier findet nachmittags ein Programm aus Singer-Songwritern, Poetry-Slamern, Theater und Kunst statt. Nachts wird dort elektronische Tanzmusik aufgelegt.

## Online Festival
In den Jahren 2020 und 2021 wurde das Festival, aufgrund der Corona-Pandemie, als Online Festival im Internet übertragen und auf dem YouTube Kanal eingestellt.

## Bisherige Bands
| Jahr | Waldbühne | Wiesenbühne (2003–2006 NuStage) | Sonnensystem |
| ---- | --- | --- | --- |
| 1976 | Bark, Now, Ütze | - | - |
| 1978 | Zelle, Badge, Boogie-Lax, Embryo | - | - |
| 1979 | Das dritte Ohr, Missus Beastly, Teutoburger Wald Komplott, Tumbao Berlin, Rock & Rausch, Ütze | - | - |
| 1980 | Ostwestfalistan, Fana & Co, Lorbass, Günther Skrotzki, Open Joy Jam, Donner & Doria | - | - |
| 1981 | Friends, Red Hawk, The Riel Blues Gäng, Piirpauke | - | - |
| 1982 | Kurzschluß, D.O.M., Lösekes Bluesgang, Open Joy Jam, Onky Monk, Sommerregen, Oriental Wind | - | - |
| 1983 | Desto, Stack, Powerhouse-Bluesband, Reggae Vibration, Big Sound Society, Die 3 Tornados, Pekka Pohjola, Open Joy Jam | - | - |
| 1984 | Sommerregen, Oncel Dagogo, Zoff, Roadhouse Blues Band, Groove Band, Jasper van’t Hof and Friends, Fritsche & Walkau, Crash | - | - |
| 1985 | HIP, LKH-unterwegs, Gasband, Frankfurt City Blues Band, Bobo-Band, J.C. und die Gang, Mathom-Theater, Mombasa | - | - |
| 1986 | Fun Call Up, Blanchetti's Ballroom Band, Roadhouse Blues Band, Schwarz-Weiß-Mafia, Mark and his Members | - | - |
| 1987 | Muff-Potter-Band, Red Hot'n Blue, C the 1, Tan Tan Plage | - | - |
| 1988 | Shellycoat, Magic, Fair Brighton, Loveberry Thrills | - | - |
| 1989 | Flatfood Sam, Orquestra Macondo, The Lance, Roots Syndicate | - | - |
| 1990 | The Real Big Deal, Tom Mega, The Eleventh Plague, El Bosso & Die Ping Pongs | - | - |
| 1991 | Die angefahrenen Schulkinder, Benji, Gruppo Sportivo, Terry Hoax | - | - |
| 1992 | Die Romeos, Baba Yaga, Gracy and the Herbman Band feat. Mystic Dan, Dajana loves Paisley, Tanztheater Wir(r), Shifty Sheriffs - Tigerbeat's here to please...???, Aktionstheater „Die Willnichs“                                            | - | - |
| 1993 | Adesa, Up-Art. Dead End Cowboy, Stakkato, The Bates, Sir Mortimers Erben, Hypnotix | - | - |
| 1994 | Exhausted Groove Orchestra, Die Strahlemänner, Blind Mole Rat, Shut Up, Sick for Toys, The Busters | - | - |
| 1995 | Little Martin and the Roosters, Artifant, The ONE VIBE Posse, Blaggers I*T*A, Jongel Bongel Syndikat, Subway to Sally | - | - |
| 1996 | Trepanation, Guts Pie Earshot, Mandra Gora Lightshow Society, Spithead, D'Janeiro, Duo Latzhose, Lazy Lie, Flop, Renegades in Exile, Wolfelino, Krombacher M.C., Yeti Girls, ZouZou, Saprize, Tequila Girls                                 | - | - |
| 1997 | Madison Blues, Uz Jsme Doma, Shiny Gnomes, Cruel World Emigrants, Lott Jonn, Jamming, Lady L und Mister X, Freaks Association, Bremen F.A.B., Samba, Uncle Ho, Mister X - Feuershow, King Prawn                                             | - | - |
| 1998 | Anger 77, Bad Habits, Mustang Ford, 44 Leningrad, Café Litauen, Pineground, Duo Glupo, Readymade, Samba Rua Viva, Les Robbespierres, Conchas, Messer Banzani, Ignorance, Rantanplan                                                         | - | - |
| 1999 | Sportfreunde Stiller, Bandit Jazz, Die Aeronauten, MUCUS 2, Mad Sin, Lady Godiva, Les Babacools, Tuesday Weld, Die Happy, Blackmail, Donots, K-PASSA                                                                                        | - | - |
| 2000 | Ras Donovan & Band, Alternative Allstars, Terrorgruppe, HAL 9000, Smoke Blow, Lax Alex' Con-Trax, Fink, Slut, Lex Barker Experience, V-Lenz, Favez, Lude                                                                                    | - | - |
| 2001 | Cashma Hoody, Late September Dogs, Boxhamsters, Muff Potter, Die Schnitter, Los Placebos, Electric Lizard, Bernd Begemann, Superpunk, Chewy, Mutabor, Beatsteaks, Payola                                                                    | - | - |
| 2002 | Some, Fortitude, Mellow Sirens, LAW (Life After Weekend), Waterdown, Steakknife, Hammerhai, Grenzgänger, Velvetone, Yellow Umbrella, Son De La Goutte, PDM-Caravan / Geutz, Kettcar, Transmitter, Skaos, The Real McKenzies, Mururoa Attäck | - | - |
| 2003 | Skunk, Karamelo Santo, Pale, Anti-Flag, Bitume, Teufelswerk & Narrentanz, Sons of Jim Wayne, Furillo, Alices Gun, Wolfram Huschke, Angelika Express, Trashmonkeys, Oma Hans, Pothead, Noetics                                               | Itchy Poopzkid thE BRidGE, 4BackWoods, Rag a Tag, Erpel Brainstorm, abuen, ImKontext, Gravel Juice, Recharged, Dorn | - |
| 2004 | Good Witch of the South, Spillsbury, Tigerbeat, EA 80, The Movement, Sommerset, One Man and His Droid, Die Elenden, Scorefor, King Khan and His Sensational Shrines, Motormuschi, Panteón Rococó, Urlaub in Polen                           | EndOfTheLine, Alev, nullbock, coan teen, Lack of Limits, Sorgente, K*RINGS BROTHERS, The Mystery, Bored Beyond Belief                                                                                                   | - |
| 2005 | Groovin' Goblins, El*ke, Das Pop, Pelzig, Tokyo Sex Destruction, Orange, Floating Stone, Gigantor, Alphaboyschool, Pascow, Vitamin X, Gem, The Robocop Kraus, Turbostaat, The Slackers                                                      | Halz Maul Und Spiel, Da Impact, The Cutes, Predator, Johnny Crash and the Helldrivers, Irie Miah and the Massive Vibes, Syd Berliner & The Nightschades, 200Sachen, Presence of Mind, BxDxF, Infire - Feuerwerk, Scope  | - |
| 2006 | Nachlader, Bangarang Bredren Soundsystem, Boozed, Gods of Blitz, La Vela Puerca, Rostok Vampires, Baby Love & The Van Dangos, Lee Buddah, Monophox, The Go Faster Nuns, Lampshade, Sondaschule, Gomm, Siena Root                            | Schalldicht, Ragin Diarrhea, mojo jazz mob, Deafcon X, Heavy Current, The Capones, The Hawaiians, Superskank, Absent for a week, 7 seals, Torian                                                                        | - |
| 2007 | Cosmotron, The Clerks, Duesenjaeger, Genepool, Spermbirds, Psycho Key, Judy 69, ClickClickDecker und Band, Smooth Lee, Jupiter Jones, Solitos, Dawholeenchilada, 10 Rue d’la Madeleine, Peter Pan Speedrock, The Movements                  | Orangemalz, Aurelia, Fatso and the Rightmakers, Chamberdogs, Never Void, Consenso, Funkbar, Elinas, Chinaski, Elektroboys, Daily Circus                                                                                 | |
| 2008 | Julia, The Stories, Leftöver Crack, Fotos, Bubonix, Wilson Jr., Rainer von Vielen, Escapado, De La Mancha, Montreal, Kiemsa, Mediengruppe Telekommander, Abuela Coca                                                                        | Three Chord Society, Distance in Embrace, Duff Downer, Travolter, Trover, ChinChillerClan, MidAir, Mr. Anderson, Cletus Cat, Sprout, Somnium Vivus, Ugly Stiff                                                          | - |
| 2009 | Der Tante Renate, The Inspector Cluzo, Dúné, Far From Finished, Les Cameleons, Mighty Vibez, Kalla Wefel, Earthbend, Mama Boom, Jennifer Rostock, Big John Bates & The Voodoodollz, Talco, Locomondo                                        | Thoughts Paint the Sky, Anorak, Sixxxten, Banana Butts, Nihilion, Randale, Rafiki, Lo Parker, Auletta, The Shells, Brother Love Kain, Obscuratis                                                                        | - |
| 2010 | Mr. Irish Bastard, Dampfmaschine, Grossstadtgeflüster, Mass Hysteria, Desorden Público, Safi, The Bandgeek Mafia, Smokestack Lightnin', Iriepathie, Livingston, Skafield, Slime, Bratze                                                     | Nipel Twist, Damniam, Mavie, Jinx, Fleshworks, Torpus, The Flaming Cucumbers, Dreadnut Inc., Hereafter16, Lake Cisco, The Ghost Rockets, Sidewalk                                                                       | - |
| 2011 | Tusq, Kafkas, The World/Inferno Friendship Society, Jingo de Lunch, Egotronic, Kapelle Petra, Das Goldene Handwerk, Mikrokosmos 23, Le Fly, EF, Dreadnut Inc., Rotfront Emigrantski Raggamuffin, Punish Yourself                            | Station Paradise, Gone Astray, Dritte Wahl, Loui Vetton, black DooVoo, Reliquiae, Grillmaster Flash & Bademoden mit Spitze, Jelly Toast, Schaafa Sämpf, Krawehl, Convince the Beast to Rock, Klubgrün, Lost World Order | - |
| 2012 | Kings and Boozers, Mikroboy, Hoffmaestro, ZSK, Supershirt, North and About, Jimmy Glitschy der einarmige Karussellbremser, Nezzer, Captain Planet, Mono & Nikitaman, 7 Seconds, Redska                                                      | Banana Roadkill, Audiowolf, Turbine Weststadt, Burn Pilot, Loudog, Coffee, Bravour, Jean Paul Moustache, Kneeless Moose, Cryptex, Stun, Mania                                                                           | Ruben Grimm & Toni Tequila, Lotus Root, Db-r, Benet Rix & Johannes Raum, das schliep, Joseph Myers, North Alone, Datastix, Janosch Kurzrock, Creaques, Das Frob |
| 2013 | Captain Capa, Doctor Krápula, The Adolescents, Eläkeläiset, typ: t.u.r.b.o, De fofftig Penns, Mega! Mega!, Dubtari, Gasmac Gilmore, SDP, The Casualties, The Offenders                                                                      | Lendgold, t*fd*s, To Those Who Exist, Shubangi and The Maxons, Decepted, Razzmatazz, Last Floor Right, Taiga, Zhreee, The Hirsch Effekt, Ingenious Rascals, The Aqualung                                                | Zinnschauer, Georg auf Lieder, AnnenMayKantereit, Casio Combinat Phillian Growski, Bigo Seinz, Max & Pierre, Long Brown Hair, Siggi Tunezia, Das Frob, grande & chromat, Spielmannszug, Los Terroristas del Copy & Paste, audio stunts & mahumba, Magmatic, Karma Super                                                                 |
| 2014 | Skannibal Schmitt, Neonschwarz, Jaya the Cat, Implants, Susanne Blech, Watch Out Stampede, Findus, The Go Set, Keule, I-Fire, Zebrahead, Street Dogs                                                                                        | Einsturz, Nordic Ashtray, BigBalls Cowgirl, Home to Paris, Pandorium, Crystal Pasture, Wuttke, Hot Camshaft, The Secret Sits, Couch Club, Destination Anywhere, Eden Circus, Sulamith                                   | Sarah Naiva & Yannic, Mirjana Uhde, Temple Haze, Whiskey and Rhymes, Nienhaus&Feyerabend, Schwipp & Schwapp, Das Frob, Nina Janus, Christina Fiebig, Mädchen aus Glas, Kraus, Poems for Jamiro, Janina, Ole Ellinghousen, Der Igel solo, Mauro Basso, Creaques                                                                          |
| 2015 | Schafe und Wölfe, The Majority Says, The Baboon Show, Ohrbooten, Skampida, Mighty Mammut Movement, La Confianza, The Colts, Sexto Sol, Swiss und Die Andern, Feine Sahne Fischfilet, Tubbe                                                  | The Trash Templars, Domi, bade!, Benst, Insolvent Insomniacs, From Willows, Who's Pinski, Low Flying Ducks, The Cracklins, BloodVale, WirMaschine, Molllust, Iron Walrus                                                | Matthias Schwettmann, Sebastian Windhorst, Fabian von Wegen, Marit Kleinert & Band, Luisa Laakmann, Jakob Jakob, Die Theatermacher, Gregor Jonas, Letterbox Salvation, Sound 8 Orchester, Kayos, Twist'n'Shout, Sam Junk, Das Frob, Creaques, Rockethead, Clearcut & Friends                                                            |
| 2016 | Los de Abajo, The Rumjacks, Strung Out, Mad Caddies, A Wilhelm Scream, The Esprits, The Pokes, Knallfrosch Elektro, Kitty in a Casket, Adam Angst, Frittenbude, CJ Ramone, Los de Abajo                                                     | madgroove, Wippsteert, Supersonic Stereos, Finder, John Wayne on Acid, Catfish, Audiowolf, Therapiezentrum, Kochkraft durch KMA, Kolibeat, Path of Destiny                                                              | James Rowland, Giesbert und der Hase, Alexander Peppler, Byebye, The Vans, Jennifer Berning, Bebol Loon, Vanessa Block, Naima und Jack Devaney, Michelle Ailijets, Bad Temper, Du Stuxelles, Carlo Travaglini, DJ Rocket, Das Frob & Bellhandle, Hakuna Matata, Paravion, Creaques b2b Rockethead                                       |
| 2017 | Fehlfarben, Mantar, Nosliw, Useless ID, NH3, Peter and the Test Tube Babies, Hi! Spencer, Wilson&Jeffrey, Razz, Waving the Guns, Nitrogods, King Hiss                                                                                       | Nihiling, Passepartout, Yvi Wylde Trio, Lady Crank, Vladi Wostok, Bioholz, State of Evidence, Friday Flashback, About Béliveau, Tragedy of Mine, Shellycoat, Healer                                                     | Wolv, Pollys Disaster, Marie Diot, Contrast Conspiracy, 2funky, Badger's Brothers, Moe, Herr Simon Klemp, OAK, Kuoko, reddix&nono, Stanisluv&Turner, Das Frob aka Vetter Track, LCR ft. MC Mad Melody, Faded Funk, Simon & Pumbaa, KnopflochKombinat, Rockethead b2b Creaques                                                           |
| 2018 | Russkaja, Misconduct, Ratttengold, Kellerkommando, Umse, Jetbone, Dÿse, Grizzly, Wisecräcker, 100blumen, The Guilt, Espana Circo Este, De Schkandolmokers, Supercharger                                                                     | The Travelling Stone, Luk Nuk EM, Leto, C for Caroline, The Pinpricks, Soonago, Die Lieferanten, Controversial, The Almost Three, Ani Lo.Project, Yunus                                                                 | Birte Volta, Ian Tray, MarKuZ Walach, Reis Against the Spülmachine, Philipp Eisenblätter, DIE ROMANE, Scapula, Yann Guennoc, Leonard Ottilien, Ella John, Maciek, Juli Kwadwo, Torkel T., DARE, FL:WT, Karma b2b Dasy B., Ajicero, Selectress Lille & Selectress CurrySarr, Klangeloh, Pony&Hide, Max Doubt aka Rockethead b2b Creaques |
| 2019 | Catapults, Shirley Holmes, Van Holzen, Less Than Jake, Good Riddance, Subbotnik, Kolari, Jancee Pornick Casino, Eskalation, Juse Ju, Motorjesus, Svetlanas, Che Sudaka, Long Distance Calling                                               | Frantic Age, Black as Chalk, Der Wahnsinn, Lester, Spin My Fate, Groove Garderobe, Bennet, Circus Genard, Zuma, Lighthouse Down, Trecker, Wezn                                                                          | Niklas Jacobs, 11minuteslate, Maximilian Scheer, duaba, Das Frob aka Vetter Track, Djane Hotness, Greyscale, ETC - Electroorganic Trans Connection, Red Lion Crew, Mario Varvarikis, Artur Fercho, Melli Zech, Joschka Bring, The Rabble Rousers, Simon & Jan Superstars, CCCB, Redfocks, Casimo                                        |
| 2020 | 2Kant, Notausgäng, Soulfield, About Béliveau als Online Stream | | |
| 2021 | Yunus, My Little White Rabbit, Catapults, Nitrogods, Kapelle Petra, Hochstarter, Kafka X, Hannah Malea, Marie Diot, Grundhass, Wisecräcker, Montreal, Mal Élevé, Rising Insane, Das Frob                                                    | | |
| 2022 | Vinta, Grindhouse, Kopfecho, Disarstar, Phoenix aus der Klapse, Excrementory Grindfuckers, Fluppe, My Little White Rabbit, Hathors, Powder for Pigeons, Primetime Failure, Tequila and the Sunrise Gang, Mal Élevé, Moscow Death Brigade    | Threepwood 'N Strings, Hochstarter, Tribe Friday, Treptow, Black Stains, Logpod Mangartom, Betrayers of Babylon, Thee Plastic Eaters, Go Go Gazelle, Lunauten, Rovar, Aeries                                            | Zara Akopyan, Betcaduo, Former Child, Coco Aikura, Diskohexe, Gianna Elif, Annca, Das Frob, DJ Sylvie, Ramona Timm, Julie and me, Rob Birmingham, Mujo, Mayomann & Backfischboy, Dr. Payback, Danae, AMY, GoldenGensch |
| 2023 | Scream of the Butterfly, Elektro Strothmann, TriXstar, 100 Kilo Herz, Nashville Pussy, La Jungle, The Backyard Band, Brew Berrymore, Greenleaf, The Mahones, Akne Kid Joe, Liedfett, La Phaze                                               | Randale, Von Grambusch, Hans im Glück, Stielow, About Monsters, Letters sent Home, Billy Rubyn, The Livelines, Goon, Brandmann, Antillectual, Carnivalesque, Lestrange                                                  | Miriam Braun & Birte Eilbrecht, BoomcoustiX, Frau Fratz, dr. payback, Bela S., Lady Lavina, sofi čvo, Ragna Lemontree, Karin Rabhansl, Alexander John, Bartman, Teleluke & Melchior, Toni Rizada, noni, Alex Denk, Leia |
| 2024 | Dead Years, Macsat, Baits, Butterwegge, Kant, Banda Senderos, Ignite, Bluthund, The Pighounds, Elena Rud, Sir Reg, Jack Pott, Das Lumpenpack, Maid of Ace                                                                                   | Zecondz, Summery Mind, FRAUPAUL, Banquo, Ticket to Happiness, Kater Kati, Miles King & the foolish Knight, 7 Miles, Flaute, Loose Lips, Horseman                                                                        | VDSIS, Ellie Benn, Tsambika, Luv[Sic!], freckls, Das Frob, Die Bubsis, Blonder Zunder, soul to Mind, Sarah Ida, Twinxs, Partu & Nutz an den Crutz, Margo, Cora Lee, Henosis, STABIL |
| 2025 | Bikini Beach, Alarmbaby, High Dessert Queen, The Cloverhearts, Kafvka, Skassapunka, Rimojeki, Splinter, Peter aus der Mozartstraße, Daily Thompson, KMPFSPRT, Jamaram meets Jahcoustix, Agnostic Front, EinsEinsEins                        | Sick Lick, Let your Memories Go, Cluburlaub, Bruchbude, Enyp Guitar-Duo, Okay Tilda, Silk Road Special, Chamoné, Phätte Zeiten, Fheels, Rekkorder, Dear Fiend                                                           | Dalia, Caro, Yeliz Sever, Chris Heron Alois, Nullmeridian, So Prathna, Barnow, Nisher, Ashwani Bhanot, Zealu, Svarne vom Dach, Tett, Lutz Drenkwitz, Das Frob, Amon Walkenhorst, Sub Semantics, Hansi, Rufus |

## Indoor Festival (Umsonst und Drinnen)
Seit dem Jahr 2020 Veranstaltet der JFK einen Winterableger des Festivals im Lifehouse, dem Vereinseigenen Jugend & Kulturzentrums in Wehdem. Unter dem Motto „Umsonst und Drinnen“ findet dieses Indoor Festival an einem Wochenende mit zwei Konzertabenden, immer Anfang des Jahres statt. Folgende Bands traten bisher auf:
| Jahr | Freitag                                                                      | Samstag |
| 2020 | Marry a Beer, Roll on Mouche, Notausgäng, All nine Yards                     | Zebrastreifen, Marian Kuprat & The Youngstown Band, Soulfield, Backyard Ramblers, Brennholzverleih, Psaikorrillaz |
| 2021 | -                                                                            | - |
| 2022 | The Hawaiians, Petterson, Betrayers of Babylon, Annie's Style, Von Grambusch | The Late Night Call, Kings & Hurricanes, The Atrium, Logpod Mangartom, Metalmind                                  |
| 2023 | Liveware, Phätte Zeiten, Einsturz, Mascat, Letters Sent Home                 | Takeaways, Run Zero, Tiefblau, Burger Weekends, Alien Fox                                                         |
| 2024 | Muster, Rapidstrides, Schwarzpaul, Heegbloms                                 | Kerlefornia, Xaja, Splitterfaser, Tafkat                                                                          |
| 2025 | Kompass 13, Skartoffel, Annes Ex, Meilentaucher, The Jumpcuts                | 7 Miles, Barrikaden, Amber, The Electric Coast, Klabusterbernd                                                    |